# Герасим Кирязи
Герасим Кирязи (на албански: Gjerasim Qiriazi) е албански простветен деец и протестантски проповедник, основателят на Протестантската църква на Албания. В 1887 година Кирязи основава първото модерно албанско училище в Корча.

## Биография
Роден е в 1858 година в Битоля, тогава в Османската империя в албанско православно семейство. Поддържа добри връзки с трима американски протестантски пастори, пристигнали в града на 18 октомври 1873 година и на 18 август 1877 година Кирязи приема протестантската вяра. В 1878 година започва да учи в Американския колеж в Самоков, България, като завършва в 1882 година. На 14 май 1883 пристига в Корча и започва работа за Британското и чуждестранно библейско общество. На 8 юни 1884 година държи служба на албански език в евангелската църква в Солун, а на 22 юни – в евангелската църква в Битоля.
На 15 ноември 1884 година на път за Охридското езеро е отвлечен от разбойници и държан в плен за откуп повече от година. Кирязи разказва преживяванията си в „Пленен от разбойници“, публикувана посмъртно на английски език в 1901 година (Captured by Brigands).
В 1887 година започва да преподава в първото албанско училище в Корча. В 1888 година превежда на албански Евангелието на Матей, а година по късно по предложение на приятеля му Наим Фрашъри подготвя библейски учебници. В дейността си е подкрепян от албанските емигрантски дейци Никола Начо, Пандели Сотири, Абдил Фръшъри, Михал Грамено, Кристо Дако и други. На 11 май 1890 година държи първата протестантска служба в Корча, на която присъстват над 400 души.
Жени се за Атина Микелидин, дъщеря на пастора на евангелската църква в Солун Ставри Микелидин, с която имат син Стефан. Жена му умира малко след раждането на сина им на 24 декември 1891 година.
През март 1891 година той и сестра му Севасти отварят първото албанско девическо училище, както и неделно училище в Корча. Сестра му Параскеви започва да работи в училището още на 11 години.
На 2 октомври 1892 година е анатемосан от православната църква, заради вероотстъпничеството му. На 4 ноември 1892 година основава Еванелска църква в Корча и обществото „Еванелско братство на Албания“. В същия месец издава първия брой на вестник „Летра е Вълазъриса“. Заради дейността му на 17 януари 1893 година срещу Кирязи е извършено покушение.
Кирязи умира от плеврит, от който заболява по време на пленничеството си, на 2 януари 1894 година.
Освен „Пленен от разбойници“, Кирязи пише албанска граматика, поезия, песни и учебници. Избрани негови произведения са публикувани от брат му Герг Кирязи в 1902 година в София (Hristomathi a udhëheqës për ç'do shtëpi shqiptari).